# Membartsho

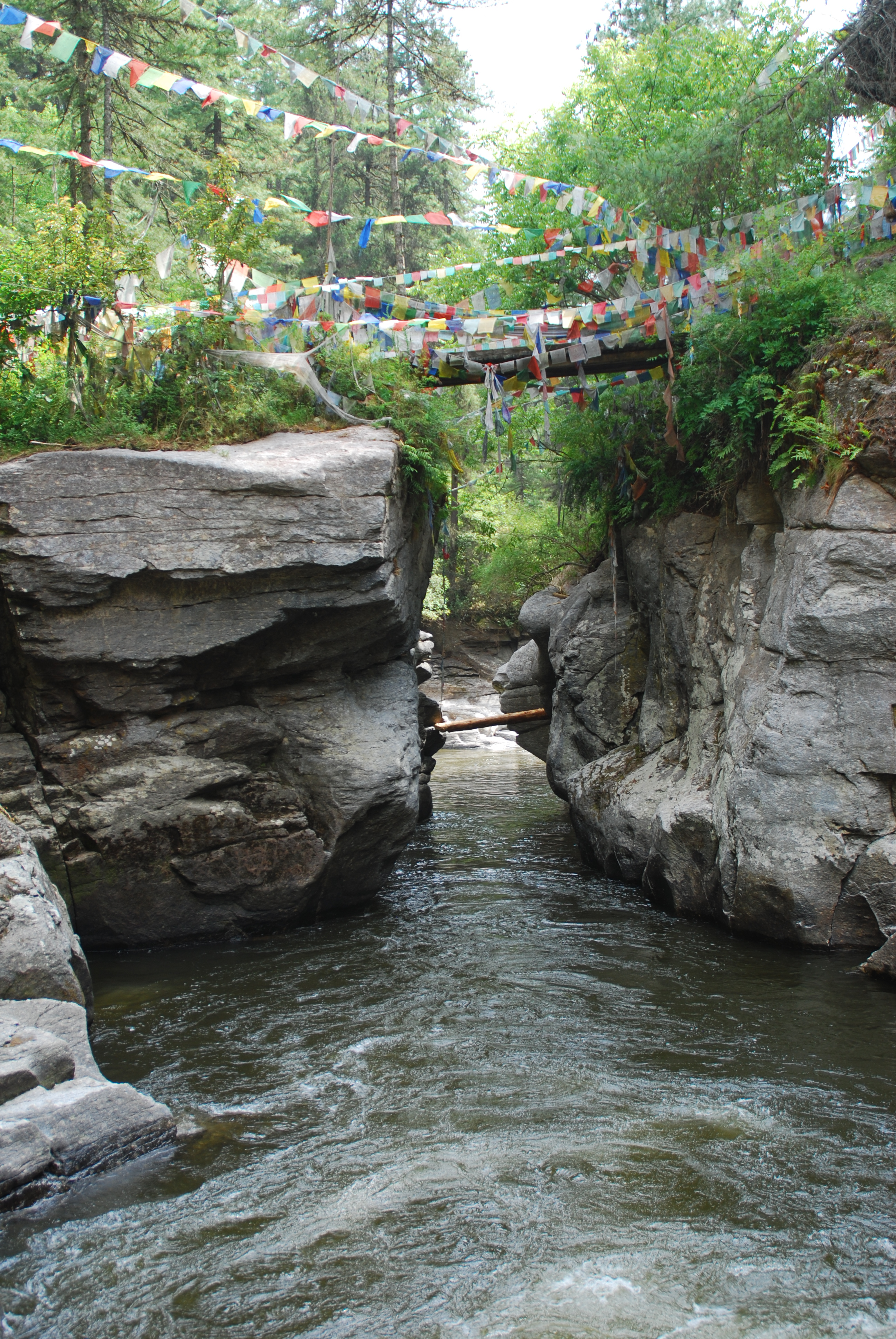
ponte in legno sul Tang Chhu

Membartsho (alternativamente compitato Mebar Tsho) è un sito sacro, venerato come il luogo in cui Pema Lingpa, il più grande tertön (cercatore di tesori) del Bhutan, scoprì molte delle terme nascoste dai Guru Rinpoche nel XV secolo.. 
La pittoresca piscina nella Valle del Tang, vicino a Bumthang nel centro del Bhutan è conosciuta localmente come il Lago Ardente. Secondo la leggenda, il sogno di Pema Lingpa lo spingeva ad andare in quel punto particolare nel fiume Tang Chuu. Dopo essersi fermato sulle rocce a guardare il fondale, vide che vi era un tempio con molte porte, una delle quali era aperta. Si tuffò e nuotò in una grande grotta dove una donna con un occhio gli porse uno scrigno del tesoro. Mentre lo prendeva, si ritrovò sulla terraferma.

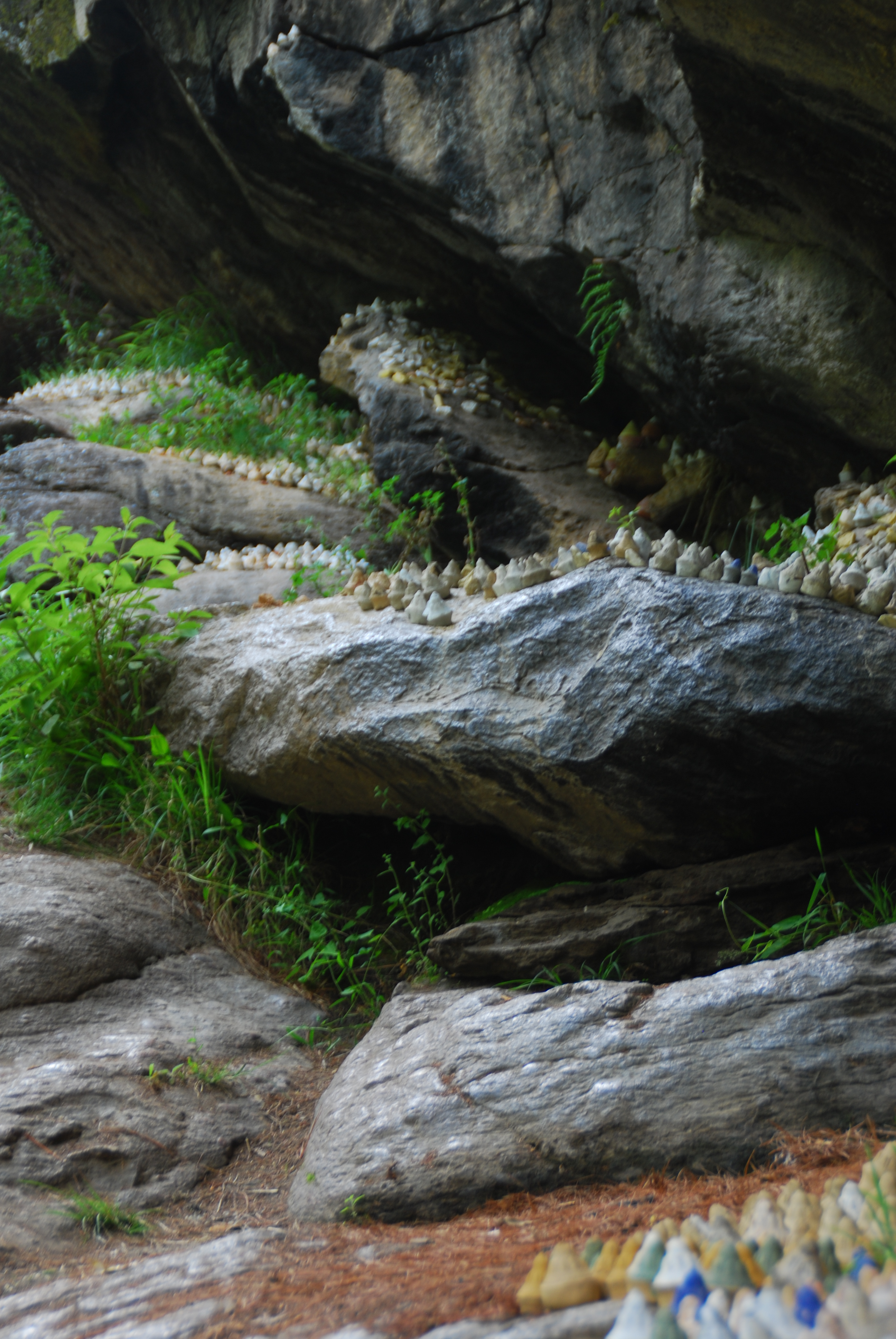
Offerte per il mare.

I cittadini locali e il dirigente Penlop erano scettici riguardo alle affermazioni del ragazzo, così li invitò a tornare con lui per recuperare un altro tesoro. Tenendo una lampada accesa, disse alla folla riunita: "Se io sono un vero rivelatore di tesori, allora potrei tornare con il tesoro e la mia lampada ancora accesa. Tuttavia, se sono un diavolo, posso annegare". Si tuffò dentro.
Dopo un po', la folla si innervosì del fatto che stava impiegando troppo tempo, quando improvvisamente uscì dall'acqua tenendo una statua, un forziere e la lampada ancora accesa.

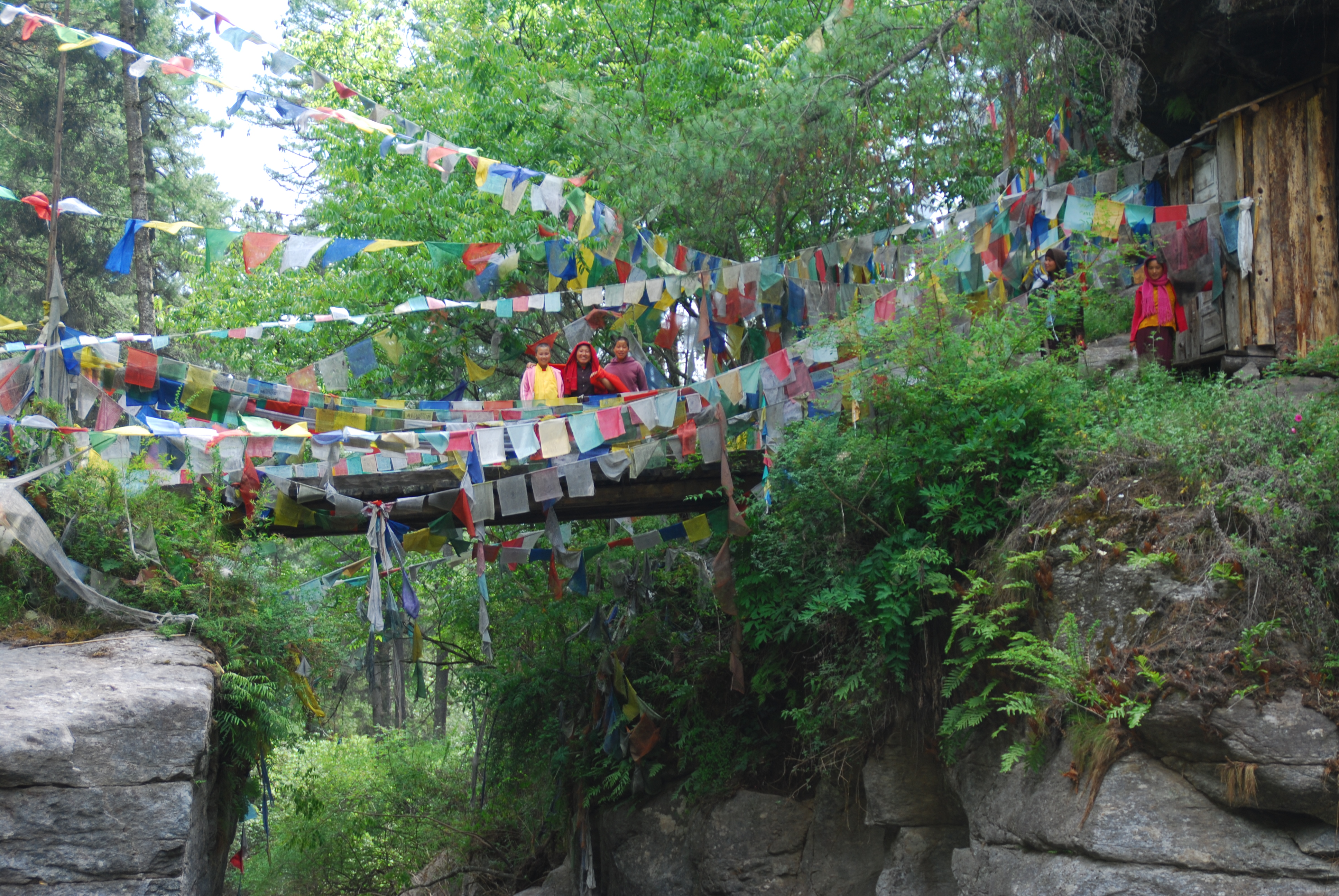
visione dall'alto del ponte in legno sul tag Chhu

## Oggi
Ad oggi, il lago è rinomato per la sua bellezza, serenità e significato spirituale come "Ney". La dottoressa Karma Phuntsho, autrice di The History of Bhutan, spiega: "Le energie e le vibrazioni naturali e spirituali scaturiscono dal paesaggio di tali punti potenti, rendendole un ambiente favorevole per l'esperienza spirituale. Così, le persone spirituali cercano tali luoghi per accelerare e migliorare la loro pratica spirituale. Si dice che gli esseri illuminati possano vedere il tempio sul fondo del lago."
Pema Lingpa ha profetizzato che un giorno ci sarebbe stato un grande centro di apprendimento per le donne nel centro della Valle del Tang, il che si è avverato. Il sito è gestito dalle suore della vicina Pema Tekchok Choling Nunnery, fondata nel 2000 come prima shedra del Bhutan (università buddista) per le donne. Fu fondato da Gangteng Tulku Rinpoche, la nona reincarnazione di Pema Lingpa. Le suore hanno costruito una piccola credenza vicino al traballante ponte di legno che attraversa la parte più stretta della gola, dove conservano lampade a burro per fare offerte al sito sacro. In molti punti intorno al lago ci sono piccoli tumuli di argilla conica, chiamati tsatsas (tsha tsha). Spesso incise con un simbolo buddista sacro e talvolta contenenti cenere o ossa umane, queste piccole sculture distintive sono offerte come parte di pratiche religiose e possono essere dedicate ai vivi o ai morti.
Il sito è anche scivoloso, con una corrente veloce e può essere pericoloso. Cinque persone sono annegate dal 2011, tra cui un turista francese e la sua guida bhutanese nel 2015.